# Spolrensning
Spolrensning innebär att igenslammade täckdikesrör spolas rena med vatten. Spolrensning fordrar en god tillgång till rent vatten, spolmunstycke, spolslang och pump. Rikligt med vatten är viktigare än ett högt vattentryck för ett lyckat resultat.